# Lijst van kerken in Drechterland
Deze (incomplete) lijst bevat een overzicht van de kerkgebouwen in de Nederlandse gemeente Drechterland, Noord-Holland.
| Kerk                           | Adres                | Plaats        | Originele functie         | Huidige functie                     | Bijzonderheden | Foto |
| ------------------------------ | -------------------- | ------------- | ------------------------- | ----------------------------------- | --- | ---- |
| Hervormde kerk                 | Binnenwijzend 54     | Binnenwijzend | Hervormde kerk            | Atelier                             | Kerk is in 1911 grotendeels uitgebrand, de luidklok bleef wel behouden. Architect J.F.L. Frowein heeft de restauratie geleid.                                  |      |
| Hemmertoren                    | Hemmerbuurt 66       | Hem           | Nederlands Hervormde Kerk | Gesloopt                            | Op de toren na is de kerk in 1968 gesloopt. De plek waar de kerk gestaan heeft is nog op de toren te zien.                                                     |      |
| Theresiakapel                  | Hemmerbuurt 142      | Hem           | Rooms-katholieke kapel    | Ongewijzigd                         | Kapel is in 1930 in gebruik genomen. |      |
| Laurentiuskerk                 | Streekweg 216        | Hoogkarspel   | Rooms-katholieke kerk     | Ongewijzigd                         | Gebouwd in de trant van het expressionisme, met twee verschillende torens op het zuiden.                                                                       |      |
| Protestantse kerk              | Raadhuisplein 24A    | Hoogkarspel   | Protestantse kerk         | Ongewijzigd                         | Moderne kerk uit 1968 naar ontwerp van C.H. Bekink en J. Bijlefeld                                                                                             |      |
| Onze-Lieve-Vrouw Visitatiekerk | Oosterblokker 68     | Oosterblokker | Rooms-Katholieke Kerk     | Ongewijzigd                         | Waterstaatskerk ontworpen door Theo Molkenboer. Onderdeel van de parochie Heilige Matheüs (Hoorn)                                                              |      |
| Pancratiuskerk                 | Oosterblokker 98     | Oosterblokker | Rooms-katholieke kerk     | Cultureel centrum                   | Na de Reformatie werd de kerk een hervormde kerk. Toren is ouder dan het schip. Pand is een rijksmonument, de orgelkast en de preekstoel zijn nog aanwezig.    |      |
| Voormalig Hervormde Kerk       | Oosterleek 9         | Oosterleek    | Hervormde kerk            | Multifunctioneel gebouw             | Het gebouw fungeert onder andere als trouwlocatie. Het bijhorende kerkhof is nog in gebruik.                                                                   |      |
| Martinuskerk                   | Dorpsweg 116         | Schellinkhout | Rooms-katholieke kerk     | Multifunctioneel gebouw.            | De toren is ingebouwd. De ingesnoerde torenspits is vermoedelijk in 1839 gebouwd. Kerk is in 2015 in eigendom overgedragen aan een stichting en gerestaureerd. |      |
| Nederlands Hervormde Kerk      | Kerkweg 109          | Venhuizen     | Rooms-Katholieke Kerk     | Hervormde kerk en cultureel centrum | De kerk was oorspronkelijk gewijd aan Emerentiana (van Rome). Toren en kap zijn in 2003 geheel afgebrand en in 2004 en 2005 gerestaureerd.                     |      |
| Sint-Lucaskerk                 | Westeinde 2          | Venhuizen     | Rooms-katholieke kerk     | Ongewijzigd                         | Kerk is in traditionalistische stijl gebouwd ter vervanging van een kerk uit 1830.                                                                             |      |
| Hervormde Kerk                 | Dr. Nuijensstraat 24 | Westwoud      | Hervormde kerk            | Protestantse kerk                   | Gebouwd naar ontwerp van Arnoldus Teunis van Wijngaarden |      |
| Sint-Martinus                  | Dr. Nuijensstraat 80 | Westwoud      | Rooms-Katholieke Kerk     | Onveranderd                         | Ontworpen door Theo Molkenboer in 1849, interieur is nog vrijwel origineel en in eveneens in neobarokke stijl.                                                 |      |
| Hervormde kerk                 | Kerkbuurt 72         | Wijdenes      | Nederlands Hervormde Kerk | Woning                              | Het koor is mogelijk 15e-eeuws, de rest van de kerk is van recentere datum                                                                                     |      |